# Luca Cupido
Luca Cupido (Gênova, 9 de novembro de 1995) é um jogador de polo aquático estadunidense.

## Carreira
Cupido integrou a Seleção Estadunidense de Polo Aquático que ficou em décimo lugar nos Jogos Olímpicos de 2016. Nos Jogos Olímpicos de Verão de 2024, em Paris, conquistou a medalha de bronze no torneio masculino do polo aquático, após vencer confronto contra a equipe húngara por 11–8 na disputa pelo terceiro lugar.